# Olga Wisinger-Florian
Olga Wisinger-Florian (1er novembre 1844, Vienne – 27 février 1926 , Grafenegg), est une peintre autrichienne.

## Biographie et œuvre
Après une formation de pianiste, Olga Wisinger-Florian suit les cours de peinture de Melchior Fritsch, August Schaeffer et Emil Jakob Schindler.
Peintre de paysage, elle est un des représentants du Stimmungsimpressionismus (de) autrichien, un style de peinture développé à Vienne à la fin du XIXe siècle, à travers ses liens avec l'École de Plankenberg fondée par Emil Schindler. Ce style est parfois qualifié de « réalisme poétique ».
Après 1884, elle rompt avec l'influence de Schindler en s'orientant vers des représentations aux couleurs vives et crues.
Outre des expositions en Autriche, à Paris et Chicago, elle a été présidente du Verein der Schriftstellerinnen und Künstlerinnen (Union des femmes écrivains et artistes) de Vienne, et a fondé avec d'autres artistes comme Marie Egner le groupe Acht Künstlerinnen.

## Galerie photographique

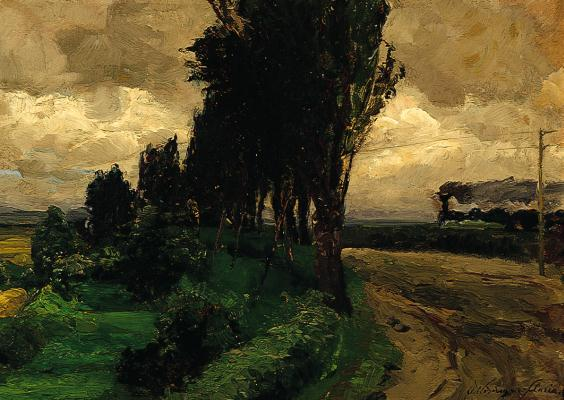
Landschaft, 1906–1908.
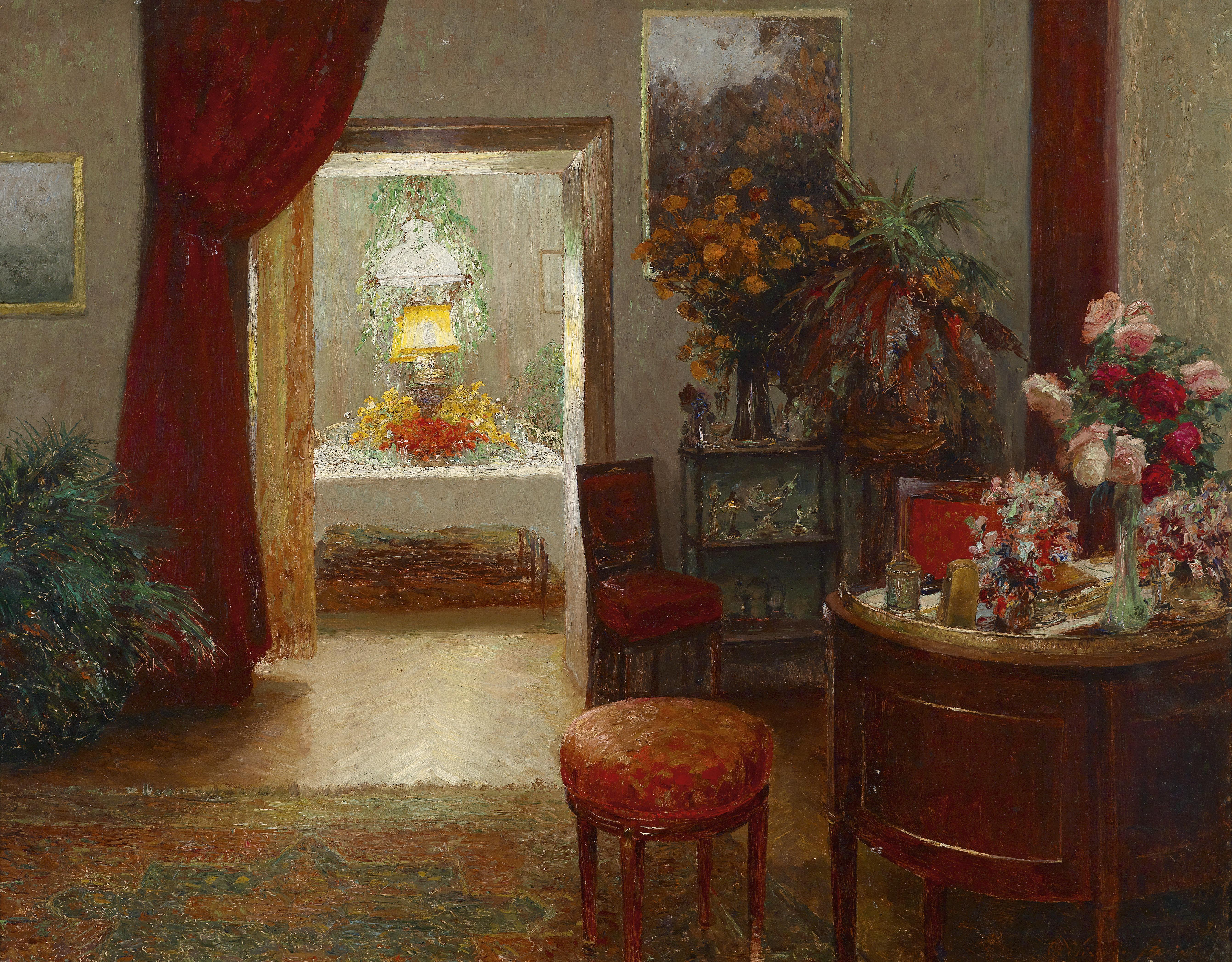
Interieur mit festlich gedecktem Tisch
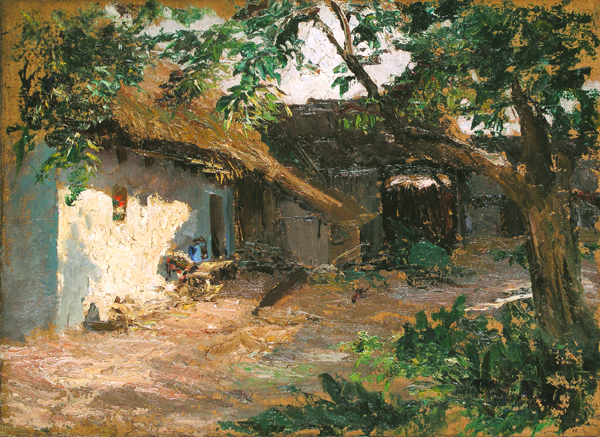
Bauernhof in Etsdorf
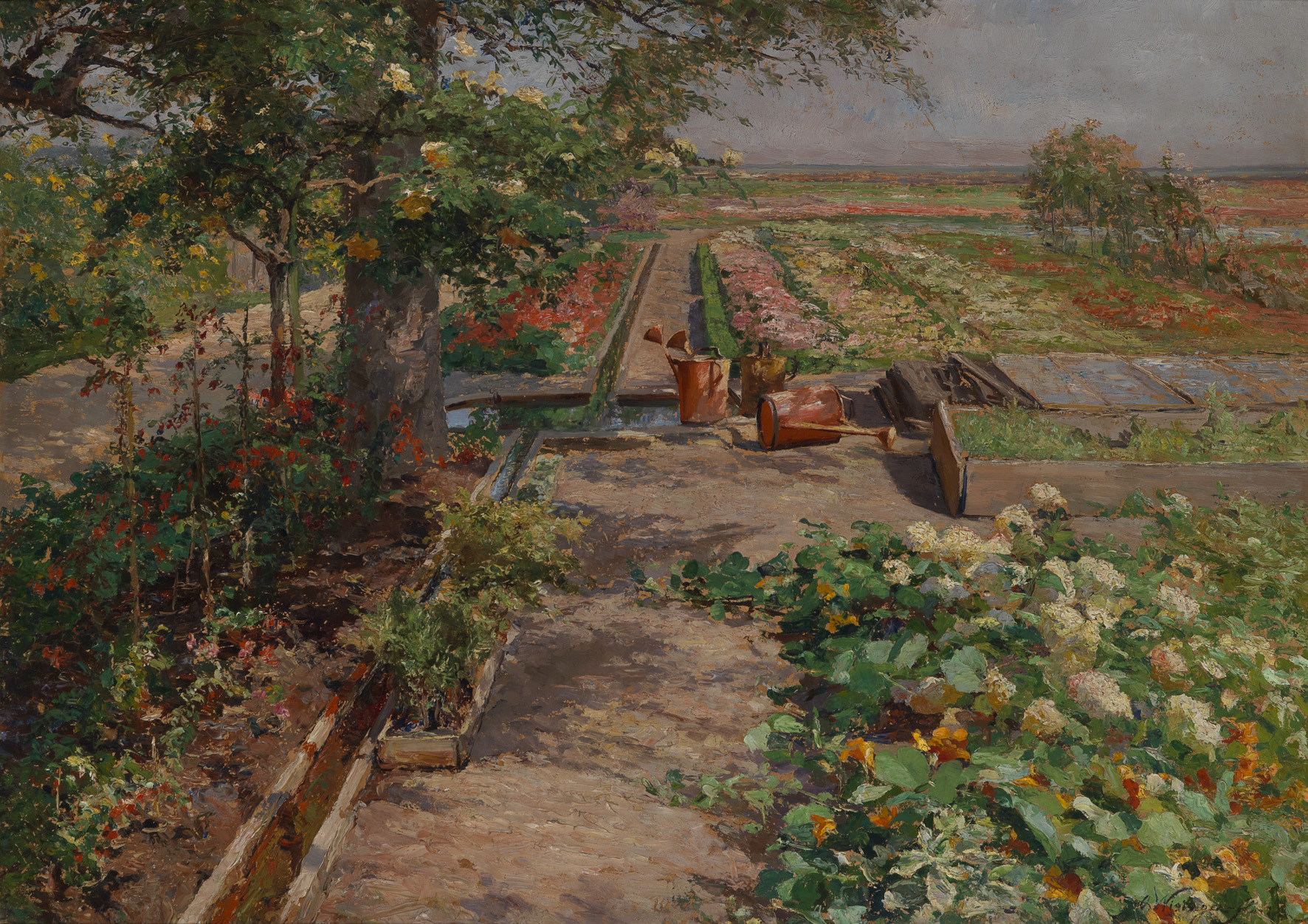
Im Garten, vers 1910.